# Epilissus niger
Epilissus niger là một loài bọ cánh cứng trong họ Bọ hung (Scarabaeidae).